# Caroline Matilda của Đại Anh
Caroline Matilda của Đại Anh (tiếng Đan Mạch: Caroline Mathilde; 22 tháng 7 [lịch cũ 11 tháng 7] năm 1751 – 10 tháng 5 năm 1775) là Vương hậu Đan Mạch và Na Uy từ năm 1766 đến năm 1772 thông qua cuộc hôn nhân với vua Christian VII.
Là con gái của Thân vương xứ Wales Caroline Matilda được nuôi dưỡng trong một bầu không khí gia đình biệt lập, tránh xa triều đình hoàng gia. Năm mười lăm tuổi, bà kết hôn với người anh họ đầu tiên của mình Christian VII bị bệnh tâm thần và lạnh nhạt với vợ trong suốt cuộc hôn nhân. Năm 1770, bà bắt đầu mối tình với bác sĩ người Đức của Nhà vua, Johann Friedrich Struensee, và Louise Augusta, con gái duy nhất của bà, rất có thể là con gái của ông. Sau khi Struensee bị xử tử vào năm sau, Caroline Matilda bị bắt và bà đã thú nhận tội ngoại tình. Cuộc hôn nhân với Christian VII bị hủy bỏ và bà bị trục xuất. Bà đã dành những năm cuối đời trong một lâu đài ở Celle, Tuyển hầu xứ Hannover, nơi bà qua đời ở tuổi hai mươi ba vì bệnh sốt ban đỏ vào năm 1775.

## Cuộc sống ban đầu

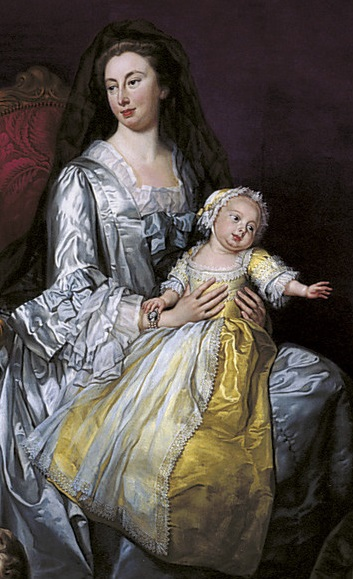
Caroline Matilda trong vòng tay mẹ, chi tiết từ bức chân dung nhóm năm 1751 của George Knapton Những đứa con của Frederick, Thân vương xứ Wales.

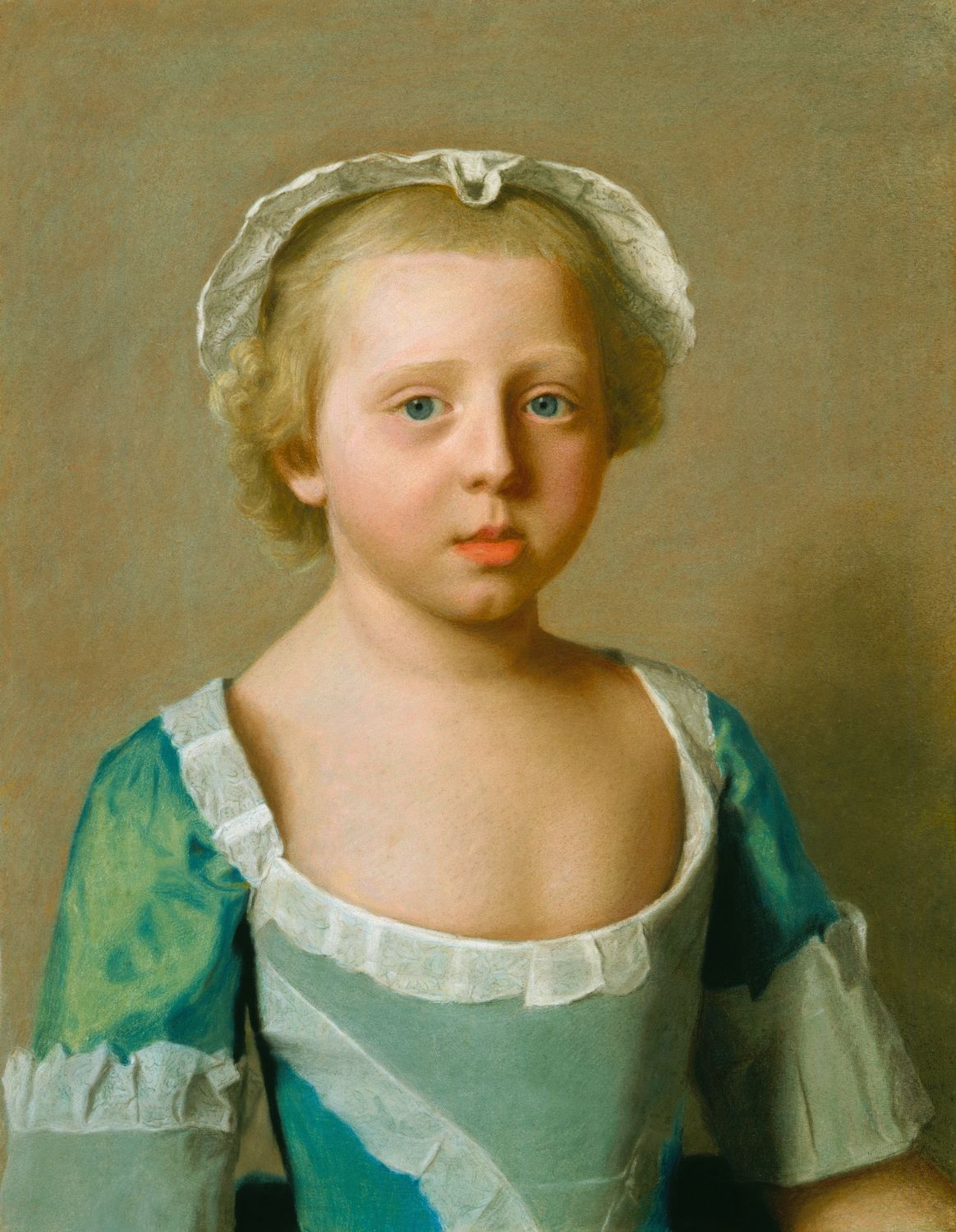
Caroline Matilda, 3 tuổi. Tranh phấn tiên của Jean-Étienne Liotard, 1754 (Bộ sưu tập Hoàng gia).

Caroline Matilda sinh ngày 22 July [lịch cũ 11 July] 1751, là con thứ chín và là con út của Frederick, Thân vương xứ Wales và Công chúa Augusta xứ Sachsen-Gotha. Cha của Caroline, Thân vương xứ Wales, đã qua đời đột ngột vì áp xe phổi, khoảng ba tháng trước khi bà chào đời, và do đó bà là một người con được sinh ra sau khi cha mất. Cô sinh ra tại Dinh Leicester, Luân Đôn, một ngôi nhà lớn của giới quý tộc ở Westminster, nơi cha mẹ bà đã sống, kể từ khi ông nội của bà là vua George II trục xuất con trai mình khỏi triều đình vào năm 1737. Công chúa được làm lễ rửa tội mười ngày sau khi sinh, vào ngày 1 tháng 8, tại cùng ngôi nhà, bởi Giám mục Norwich, Thomas Hayter. Cha mẹ đỡ đầu của bà là anh trai của bà, Hoàng tử George, cô ruột của bà công chúa Caroline và chị gái lớn của bà công chúa Augusta. Caroline Matilda được mẹ nuôi dưỡng tại Dinh Kew và Leicester, tránh xa triều đình Anh. Bà thích cuộc sống ngoài trời và cưỡi ngựa và lớn lên trở thành một phụ nữ trẻ hấp dẫn, ngoài tiếng Anh là tiếng mẹ đẻ bà có thể nói được tiếng Ý, tiếng Pháp và tiếng Đức, và được cho là một ca sĩ tài năng với giọng hát tuyệt vời.

## Kết hôn

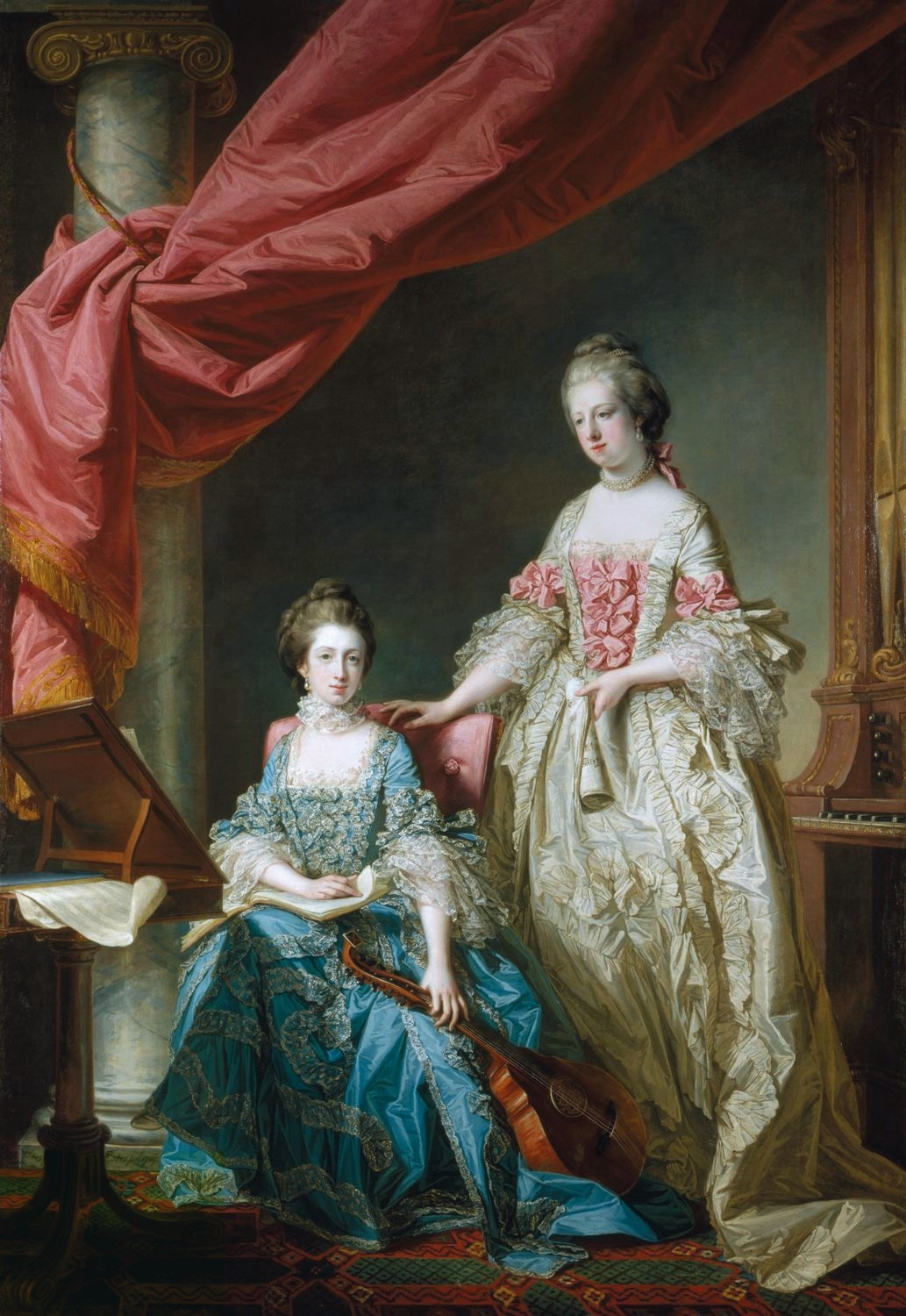
Nữ hoàng 16 tuổi đứng cạnh chị gái của mình, Công chúa Louisa, của Francis Cotes

Năm 1764, một cuộc hôn nhân đã được đề xuất giữa Nhà Oldenburg của Đan Mạch và Nhà Hanover của Anh với người em họ bên ngoại của bà, Thái tử Christian của Đan Mạch, con trai của Frederik V của Đan Mạch và Công chúa Louisa của Đại Anh và Hannover, là con gái của vua George II, em gái của cha bà. Cuộc hôn nhân được coi là phù hợp vì cả gia đình hoàng gia Anh và Đan Mạch đều theo đạo Tin lành và có cùng cấp bậc, do đó có cùng địa vị cũng như tôn giáo. Ngoài ra, Vương hậu Louisa đã khuất rất được lòng dân Đan Mạch. Ban đầu, các cuộc đàm phán hôn nhân được dành cho cô con gái lớn nhất chưa lập gia đình của Thân vương xứ Wales, Công chúa Louisa Anne, nhưng sau khi đại diện Đan Mạch tại Luân Đôn, Bá tước von Bothmer, được thông báo về thể trạng sức khỏe yếu ớt của bà, cho nên em gái bà là Caroline Matilda đã được chọn cho cuộc hôn nhân này. Lễ đính hôn chính thức được công bố vào ngày 10 tháng 1 năm 1765.

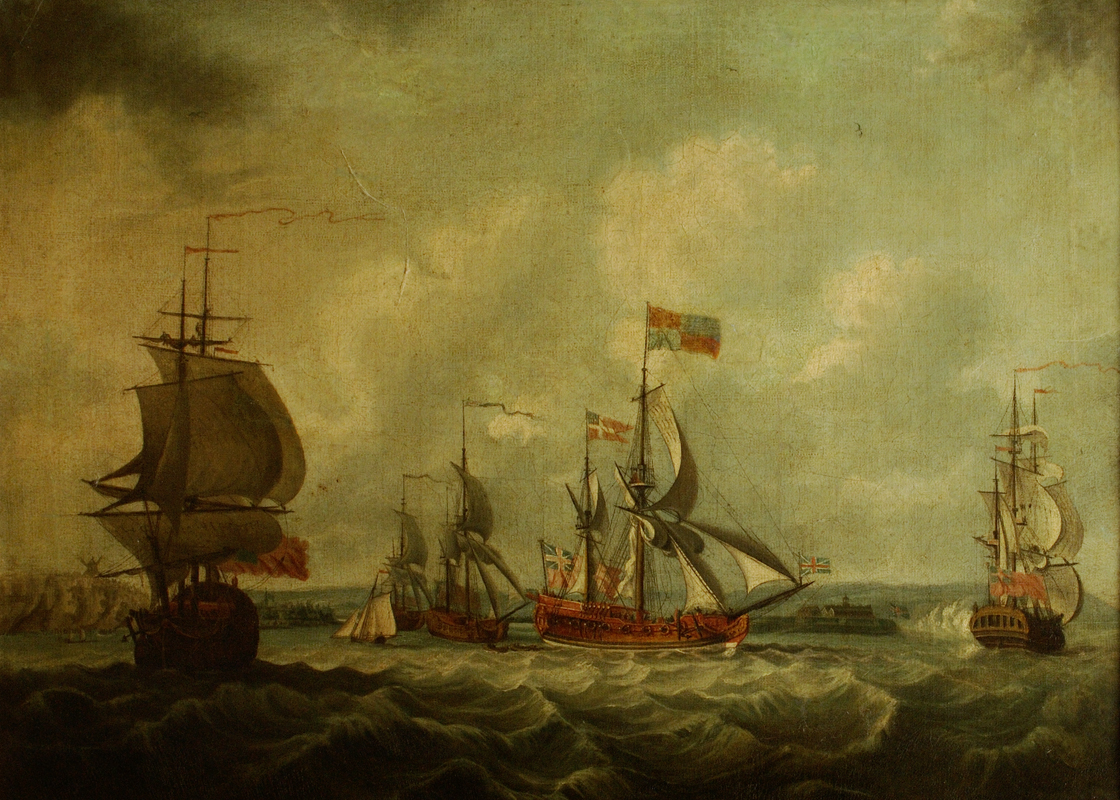
Sự ra đi của Caroline Matilda từ Harwich đến Rotterdam trên du thuyền Mary vào ngày 3 tháng 10 năm 1766. Pháo đài Landguard ở bên trái bức tranh. Tranh sơn dầu của Robert Wilkins, c. 1766–1767.

Cặp đôi hoàng gia đã kết hôn thông qua ủy quyền vào tháng 10 năm 1766 tại Nhà thờ Thánh James, lễ cưới được cử hành thông qua hình thức ủy quyền, chú rể được đại diện bởi anh trai của cô dâu là Hoàng tử Edward, Công tước xứ York và Albany. Hai ngày sau, Caroline Matilda khởi hành từ Harwich đến Rotterdam, và ba tuần sau, bà băng qua sông Elbe và đến Altona, Tại đây, bà rời đoàn tùy tùng người Anh của mình và được các cận thần Đan Mạch được chỉ định chào đón. Mười hai ngày sau, Caroline Matilda đến Roskilde, nơi bà gặp người chồng tương lai của mình lần đầu tiên. Caroline chính thức đặt chân tới thủ đô Đan Mạch vào ngày 8 tháng 11 trong sự chào mừng nồng nhiệt và những tiếng reo hò lớn của người dân khi chào đón vương hậu mới, Sau đó cùng ngày họ đã kết hôn trực tiếp vào ngày 8 tháng 11 năm 1766 tại Nhà nguyện Hoàng gia của Cung điện Christiansborg ở Copenhagen. Cô dâu mười lăm tuổi và chú rể mười bảy tuổi, ông đã là vua của Đan Mạch trong 6 tháng. Vào ngày 1 tháng 5 năm 1767, Christian VII và Caroline Matilda đã được trao vương miện là Vua và Vương hậu Đan Mạch và Na Uy tại nhà nguyện của Cung điện Christiansborg.

## Vương hậu Đan Mạch và Na Uy

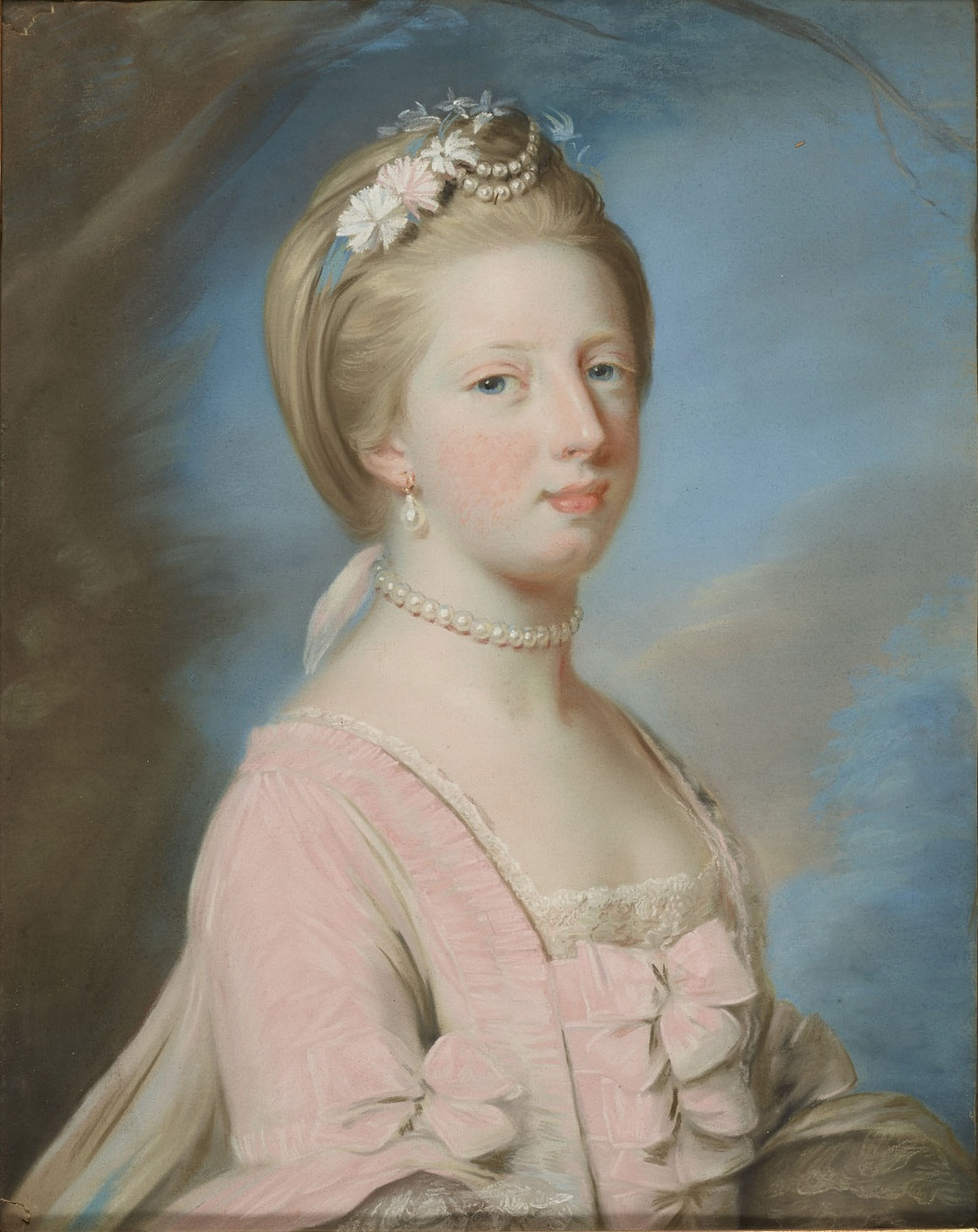
Tranh chân dung Catherine Read, 1767

Người chồng mới của Caroline Matilda được cho là không ổn định về mặt tinh thần, Christian đã biểu hiện những triệu chứng kỳ lạ ngay từ khi còn nhỏ. Chàng trai có vẻ không an toàn và có cảm giác không đủ năng lực, đôi khi ông được biết đến là trở nên điên cuồng và việc học hành của chàng trai bị bỏ bê hoàn toàn. Người quản gia của ông, Detlev Reventlow, là một người đàn ông nghiêm khắc đã khủng bố cậu bé bằng những trận đòn tàn khốc. Sau một trận đòn, Christian sẽ nằm trên sàn nhà sùi bọt mép.
Khi thấy mình đơn độc tại một cung điện xa lạ, Thái hậu Juliana Maria không làm gì để giúp cô gái trẻ bớt cô đơn mà thay vào đó, bà ngăn cản những người phụ nữ khác trong cung điện tỏ ra thân thiện với cô. Tính cách hoạt bát và vô tư của Caroline Matilda không được ưa chuộng lắm tại cung điện nghiêm khắc của Đan Mạch. Bà trở nên thân thiết với thị nữ của mình, Louise von Plessen, người coi bạn bè của nhà vua là vô đạo đức và hành động để cô lập Caroline Matilda khỏi chồng bà.
Mặc dù chồng bà được cho là không thích bà và có tin đồn là người đồng tính, cuộc hôn nhân đã sinh ra một người con trai, Thái tử Frederik, người được định sẵn sẽ trở thành Frederik VI tương lai của Đan Mạch.

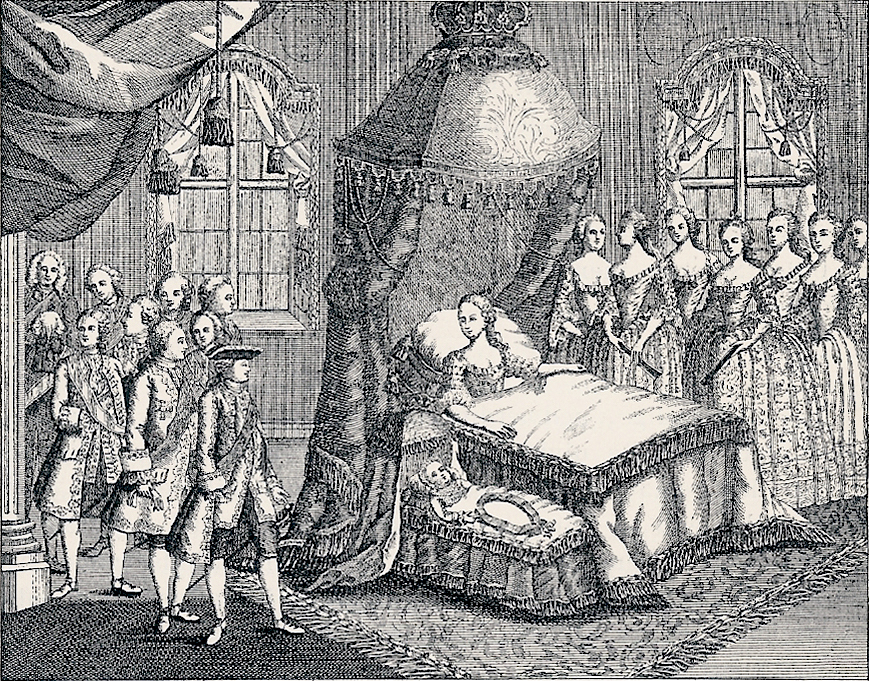
Khắc họa Caroline Matilda sau khi sinh ra Frederik VI tương lai của Đan Mạch

Sau khi con trai chào đời, Christian VII bắt đầu ngoại tình với gái điếm Anna Katrina Bentgagen, có biệt danh là Støvlet-Cathrine, người mà ông đã cùng đến các nhà thổ ở Copenhagen. Caroline Matilda bất hạnh cảm thấy bị chồng bỏ rơi và hắt hủi. Louise von Plessen bị trục xuất khỏi triều đình vào năm 1768, và Caroline mất đi người bạn tâm giao thân thiết nhất, khiến bà cảm thấy càng cô lập hơn tại triều đình Đan Mạch. Vào tháng 5 năm 1768, Christian VII bắt đầu chuyến công du dài ngày khắp châu Âu, trong khi ông đi vắng, Caroline Matilda đã gây chú ý khi bà đi dạo ở Copenhagen, điều này được coi là tai tiếng vào thời điểm đó, vì phụ nữ hoàng gia và quý tộc Đan Mạch thường chỉ đi xe ngựa trong thị trấn. Caroline Matilda đã dành mùa hè tại Lâu đài Frederiksborg với đứa con mới sinh của mình trước khi trở về Copenhagen vào mùa thu.

### Ngoại tình và bê bối

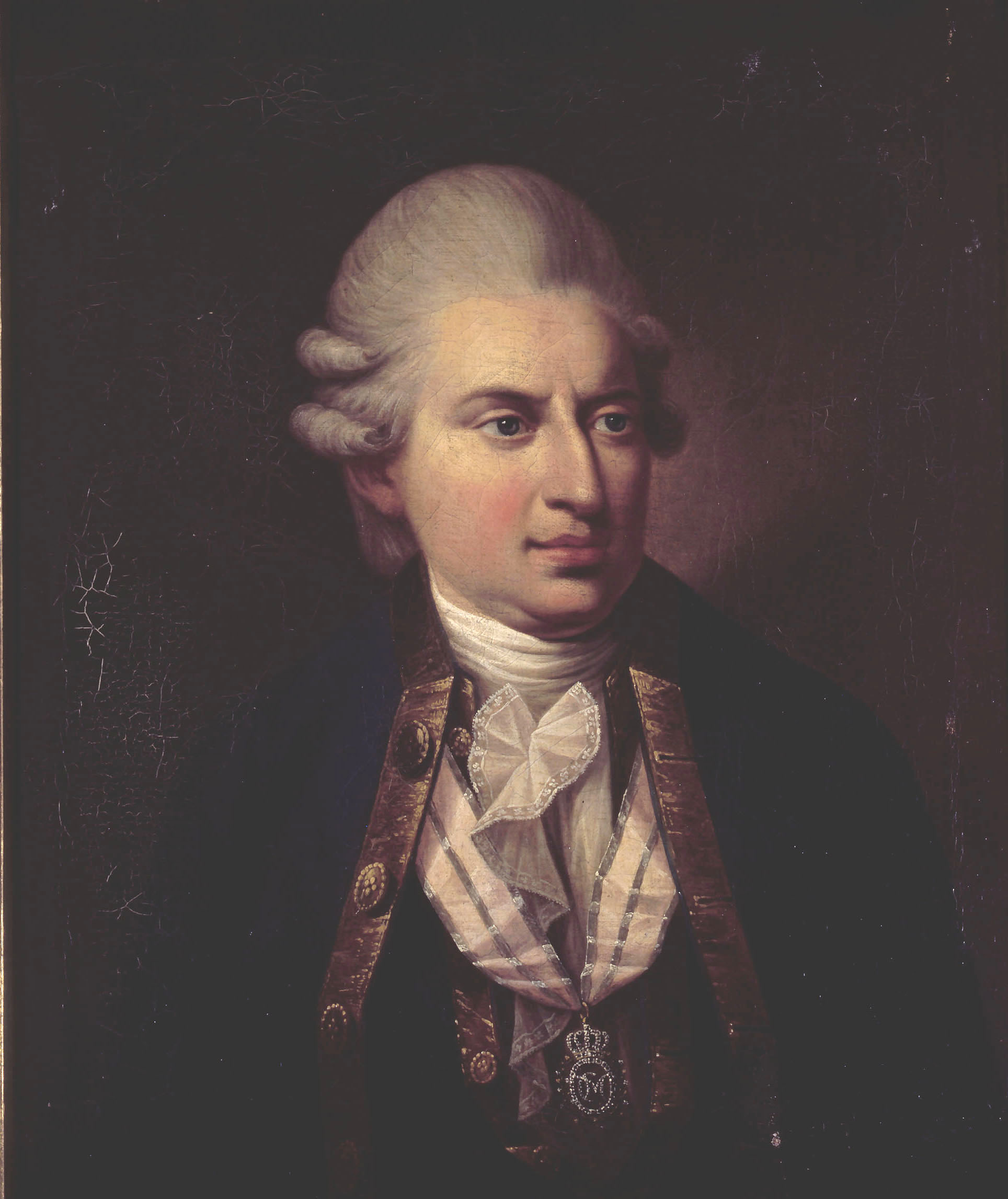
Bác sĩ hoàng gia Johann Friedrich Struensee

Nhà vua trở về Copenhagen vào ngày 12 tháng 1 năm 1769, cùng với Johann Friedrich Struensee, bác sĩ hoàng gia mới. Ông đã gặp Struensee ở Altona trong chuyến công du châu Âu. Ông có thể kiểm soát được sự bất ổn của nhà vua và Christian tin tưởng ông. Ban đầu, Vương hậu không thích bác sĩ mới, nhưng khi dịch đậu mùa bùng phát đe dọa Copenhagen, Struensee đã tiêm vắc xin thành công cho con trai mình là Thái tử Frederik chống lại căn bệnh này, và Caroline Matilda sau đó bắt đầu có thiện cảm với ông. Như một cử chỉ biết ơn, Caroline đã bổ nhiệm Struensee làm thư ký riêng của mình.

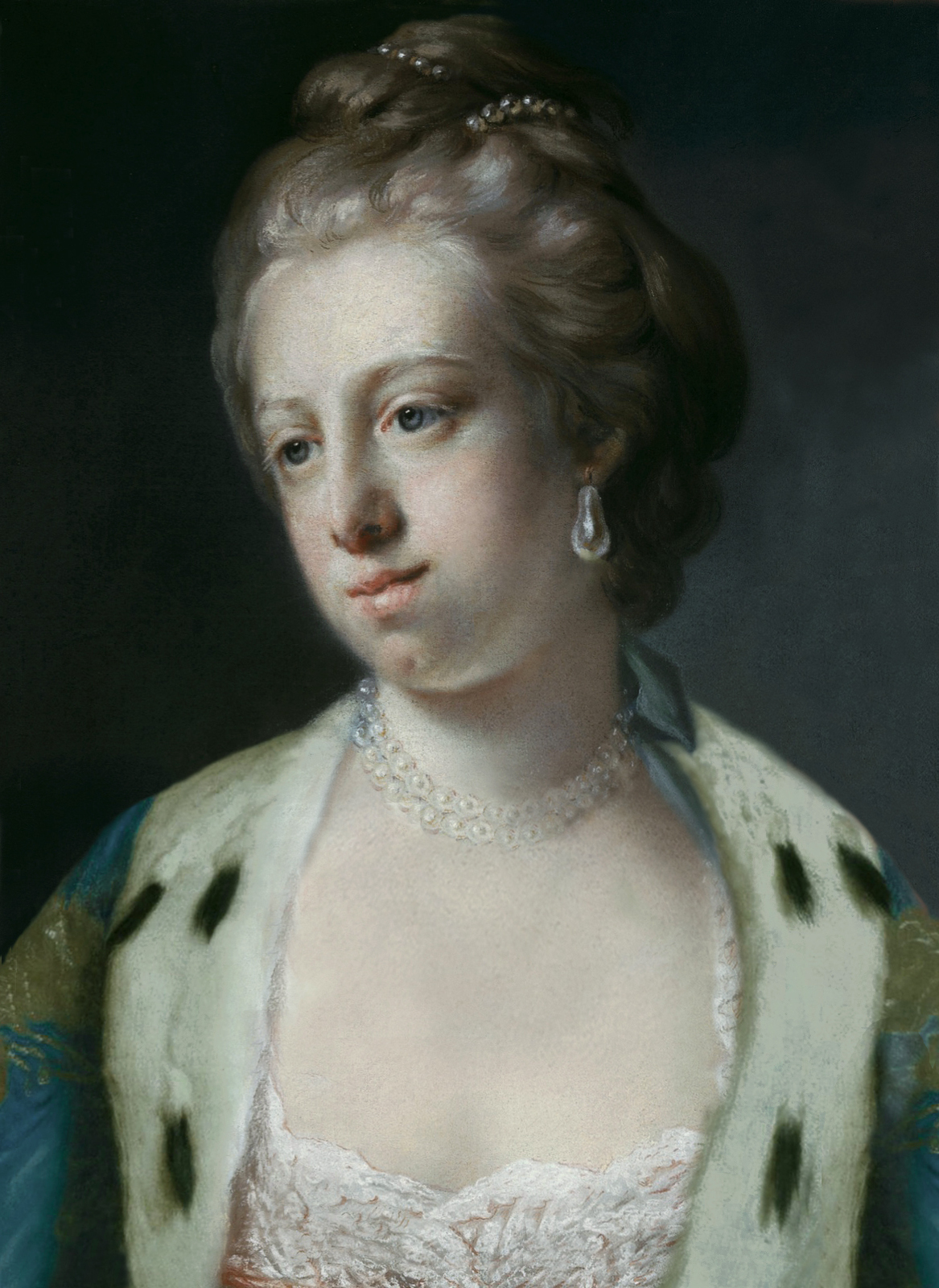
Tranh phấn tiên bởi Francis Cotes, 1766

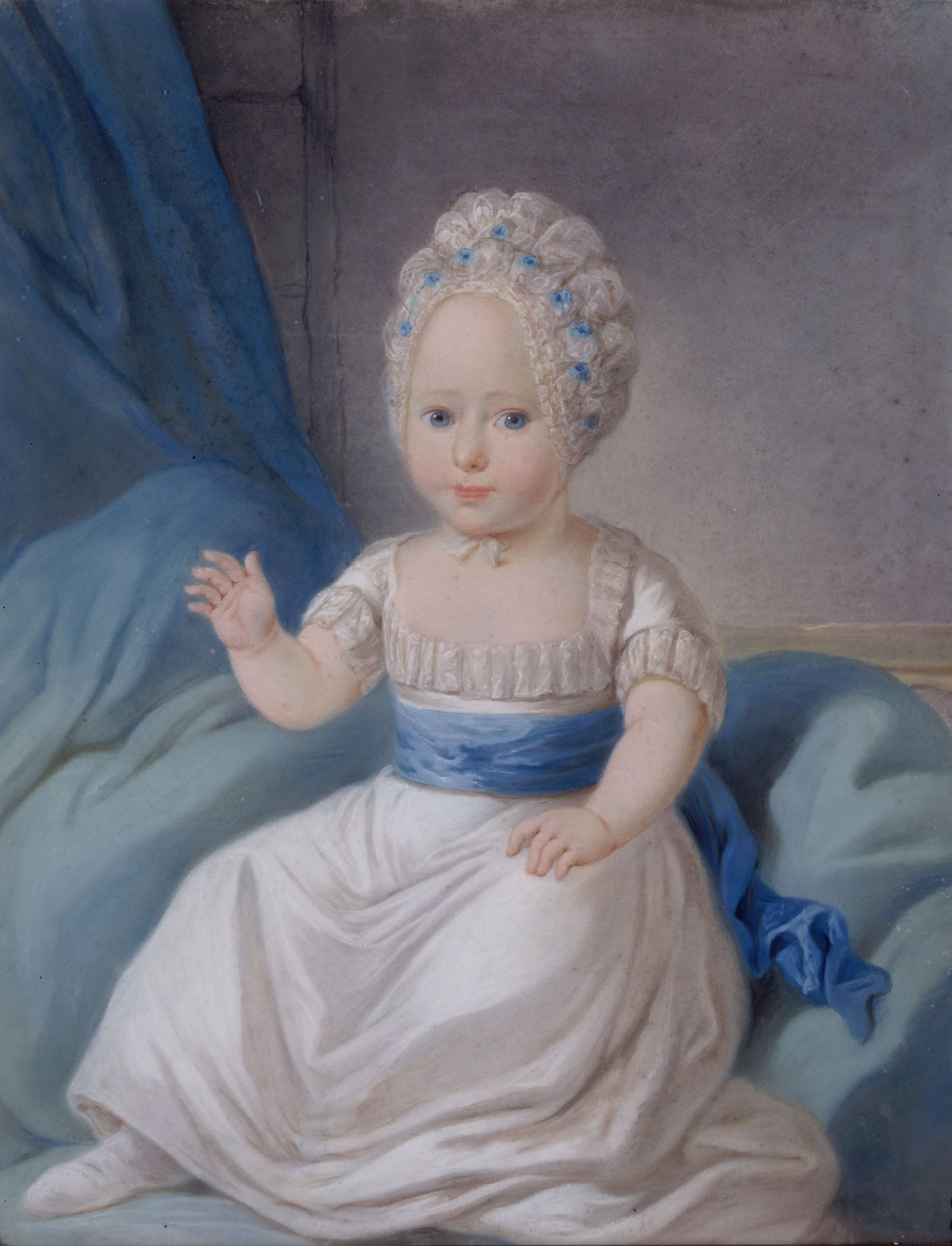
Công chúa Louise Augusta, bởi Helfrich Peter Sturz, 1771

Vào ngày 17 tháng 6 năm 1771, Vương hậu đã chuyển đến nghỉ hè tại Cung điện Hirschholm, trên một hòn đảo không xa Copenhagen, nơi bà sống với đứa con và tình nhân Struensee. Vào ngày 7 tháng 7 năm 1771, Caroline Matilda sinh đứa con thứ hai, Công chúa Louise Auguste, cha của công chúa gần như chắc chắn là Struensee. Mặc dù được chính thức công nhận là công chúa Đan Mạch, không ai bị lừa về danh tính thực sự của cha công chúa mới và đứa trẻ được gọi một cách bí mật là la petite Struensee - "đứa nhỏ của Struensee".
Kẻ thù của Vương hậu giờ đây đã có đủ bằng chứng về mối quan hệ của bà để tấn công. Sau một vũ hội hóa trang tại nhà hát hoàng gia ở Lâu đài Christiansborg, Struensee và Caroline Matilda đã bị bắt vào giữa đêm giữa ngày 16 và 17 tháng 1. Caroline Matilda đã bị đưa đến Lâu đài Kronborg, bà được phép giữ con gái mình bên mình, nhưng Thái tử Frederik bốn tuổi vẫn ở lại với cha mình. Bà không được cung cấp cố vấn và ban đầu đã phủ nhận mối quan hệ của mình với Struensee, trong khi đó Struensee đã bị tra tấn, ông đã thú nhận là người tình của Vương hậu sau khi được thông báo rằng Caroline Matilda đã bị bắt và thú nhận. Bản thân Vươn hậu được cho là đã bị thao túng để thừa nhận mối quan hệ, bà đã ký một lời thú tội với hy vọng rằng mạng sống của Struensee có thể được tha.
Cuộc hôn nhân giữa Caroline Matilda và Christian VII đã tan vỡ bằng việc ly hôn vào tháng 4 năm 1772. Sau khi ly hôn, Johann Friedrich Struensee và đồng phạm là Bá tước Enevold Brandt đã bị hành quyết vào ngày 28 tháng 4 năm 1772, trong khi Caroline Matilda bị giam giữ tại Elsinore.

### Ly hôn và lưu vong

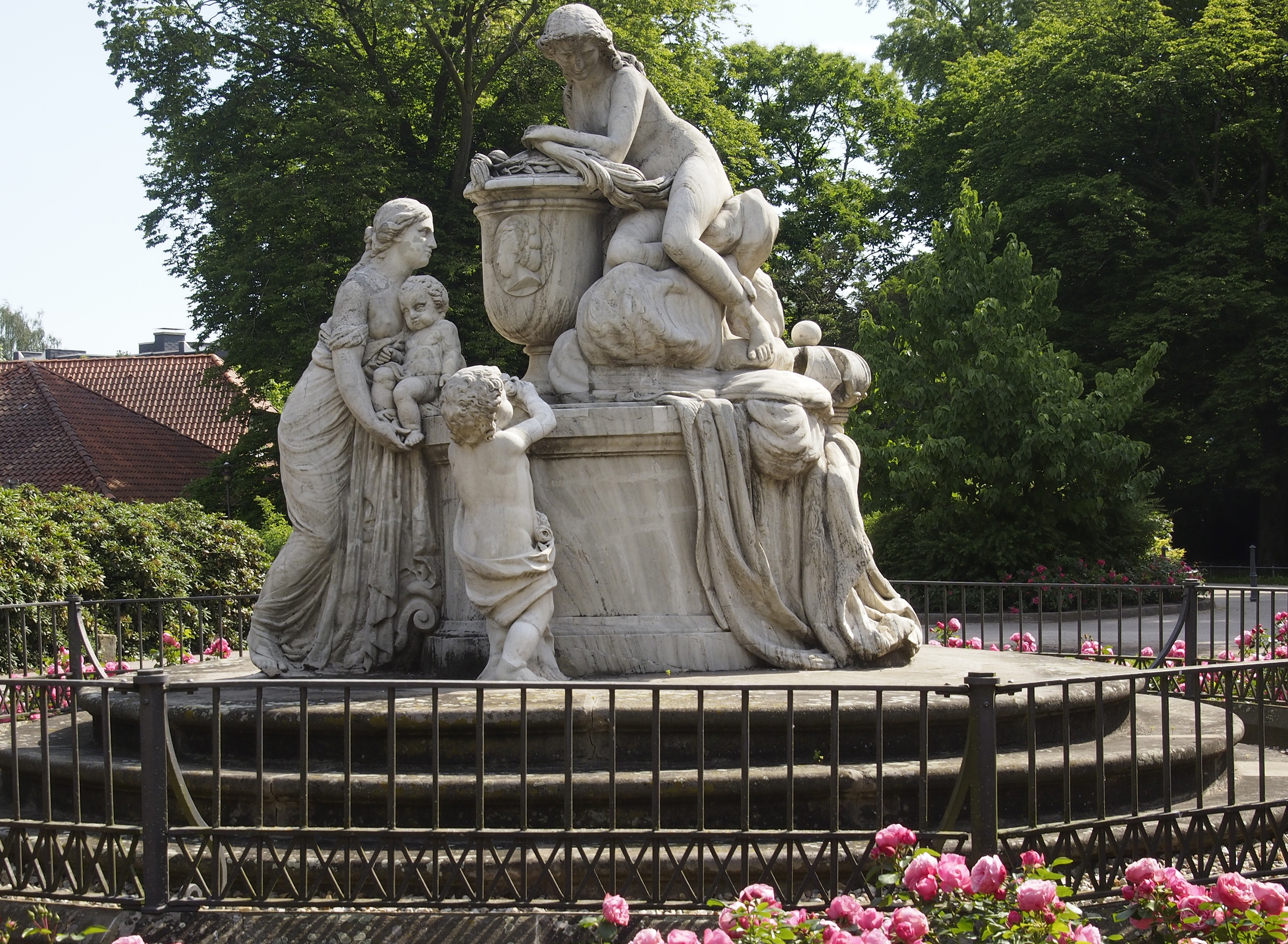
Tượng đài ở Celle, Đức.

Anh trai của Vương hậu, Vua George III, đã cử một nhà ngoại giao Anh, Robert Murray Keith, đến đàm phán để trả tự do cho em gái mình khỏi cảnh tù đày. Vào ngày 28 tháng 5 năm 1772, Caroline Matilda đã bị trục xuất trên một tàu khu trục của Anh. George III, thất vọng trước hành vi của bà, đã không tiếp bà tại triều đình Anh vì ông nghĩ rằng hành vi của em gái mình đã đẩy nhanh cái chết gần đây của mẹ họ nhưng đã gửi bà đến Celle, nơi bà cư trú tại Lâu đài Celle ở Hannover.
Tại Celle, bà đoàn tụ với người bạn và thị nữ Louise von Plessen và trở nên nổi tiếng vì lòng bác ái của bà đối với trẻ em nghèo và trẻ mồ côi. Năm 1774, bà tham gia vào một âm mưu để được phục hồi chức vụ người giám hộ của con trai mình và viết thư cho anh trai mình, Vua George III để yêu cầu sự hỗ trợ của ông. Bà không bao giờ được gặp lại các con mình nữa. Caroline Matilda qua đời vì sốt ban đỏ tại Celle ở tuổi 23, vào ngày 10 tháng 5 năm 1775. Bà được chôn cất tại Nhà thờ Stadtkirche St. Marien bên cạnh bà cố của bà là Sophie Dorothea xứ Celle.
Người ta tin rằng Phố Great Denmark ở Dublin đã được đặt theo tên bà để vinh danh bà vào năm bà mất.

## Con cái
| Tên                                   | Ngày sinh           | Ngày mất            | Ghi chú |
| ------------------------------------- | ------------------- | ------------------- | --- |
| Vua Frederik VI của Đan Mạch          | 28 tháng 1 năm 1768 | 3 tháng 12 năm 1839 | kết hôn 1790, Marie xứ Hessen-Kassel; không có con                                                          |
| Công chúa Louise Augusta của Đan Mạch | 7 tháng 7 năm 1771  | 13 tháng 1 năm 1843 | kết hôn 1786, Friedrich Christian II, Công tước xứ Schleswig-Holstein-Sonderburg-Augustenburg; không có con |

## Tổ tiên
| \| \| \| \| \| \| \| \| \| \| \| 8. George I của Anh \| \| \| \| \| \| \| \| \| \| \| \| \| \| \| \| \| \| \| \| \| \| \| \| \| \| \| \| \| \| \| \| \| \| \| \| \| \| \| \| \| \| \| \| \| \| \| \| \| \| \| 4. George II của Anh \| \| \| \| \| \| \| \| \| \| \| \| \| \| \| \| \| \| \| \| \| \| \| \| \| \| \| \| \| \| \| \| \| \| \| \| \| \| \| \| \| \| \| \| \| \| \| \| \| \| \| \| \| \| \| \| \| \| \| \| 9. Sophia Dorothea xứ Brunswick-Celle \| \| \| \| \| \| \| \| \| \| \| \| \| \| \| \| \| \| \| \| \| \| \| \| \| \| \| \| \| \| \| \| \| \| \| \| \| \| \| \| \| \| \| \| \| \| \| \| \| \| \| \| \| \| \| \| \| \| \| \| 2. Frederick, Thân vương xứ Wales \| \| \| \| \| \| \| \| \| \| \| \| \| \| \| \| \| \| \| \| \| \| \| \| \| \| \| \| \| \| \| \| \| \| \| \| \| \| \| \| \| \| \| \| \| \| \| \| \| \| \| \| \| \| \| \| \| \| \| \| 10. Johann Friedrich, Phiên hầu tước xứ Brandenburg-Ansbach \| \| \| \| \| \| \| \| \| \| \| \| \| \| \| \| \| \| \| \| \| \| \| \| \| \| \| \| \| \| \| \| \| \| \| \| \| \| \| \| \| \| \| \| \| \| \| \| \| \| \| \| \| \| \| \| \| \| \| \| Caroline xứ Brandenburg-Ansbach \| \| \| \| \| \| \| \| \| \| \| \| \| \| \| \| \| \| \| \| \| \| \| \| \| \| \| \| \| \| \| \| \| \| \| \| \| \| \| \| \| \| \| \| \| \| \| \| \| \| \| \| \| \| \| \| \| \| \| \| 11. Eleonore Erdmuthe xứ Sachsen-Eisenach \| \| \| \| \| \| \| \| \| \| \| \| \| \| \| \| \| \| \| \| \| \| \| \| \| \| \| \| \| \| \| \| \| \| \| \| \| \| \| \| \| \| \| \| \| \| \| \| \| \| \| \| \| \| \| \| \| \| \| \| 1. Caroline Matilda của Đại Anh \| \| \| \| \| \| \| \| \| \| \| \| \| \| \| \| \| \| \| \| \| \| \| \| \| \| \| \| \| \| \| \| \| \| \| \| \| \| \| \| \| \| \| \| \| \| \| \| \| \| \| \| \| \| \| \| \| \| \| \| 12. Friedrich I, Công tước xứ Sachsen-Gotha-Altenburg \| \| \| \| \| \| \| \| \| \| \| \| \| \| \| \| \| \| \| \| \| \| \| \| \| \| \| \| \| \| \| \| \| \| \| \| \| \| \| \| \| \| \| \| \| \| \| \| \| \| \| \| \| \| \| \| \| \| \| \| 6. Friedrich II, Công tước Sachsen-Gotha-Altenburg \| \| \| \| \| \| \| \| \| \| \| \| \| \| \| \| \| \| \| \| \| \| \| \| \| \| \| \| \| \| \| \| \| \| \| \| \| \| \| \| \| \| \| \| \| \| \| \| \| \| \| \| \| \| \| \| \| \| \| \| 13. Magdalena Sibylle xứ Sachsen-Weissenfels \| \| \| \| \| \| \| \| \| \| \| \| \| \| \| \| \| \| \| \| \| \| \| \| \| \| \| \| \| \| \| \| \| \| \| \| \| \| \| \| \| \| \| \| \| \| \| \| \| \| \| \| \| \| \| \| \| \| \| \| 3. Augusta xứ Sachsen-Gotha-Altenburg \| \| \| \| \| \| \| \| \| \| \| \| \| \| \| \| \| \| \| \| \| \| \| \| \| \| \| \| \| \| \| \| \| \| \| \| \| \| \| \| \| \| \| \| \| \| \| \| \| \| \| \| \| \| \| \| \| \| \| \| 14. Karl Wilhelm xứ Anhalt-Zerbst \| \| \| \| \| \| \| \| \| \| \| \| \| \| \| \| \| \| \| \| \| \| \| \| \| \| \| \| \| \| \| \| \| \| \| \| \| \| \| \| \| \| \| \| \| \| \| \| \| \| \| \| \| \| \| \| \| \| \| \| 7. Magdalena Augusta xứ Anhalt-Zerbst \| \| \| \| \| \| \| \| \| \| \| \| \| \| \| \| \| \| \| \| \| \| \| \| \| \| \| \| \| \| \| \| \| \| \| \| \| \| \| \| \| \| \| \| \| \| \| \| \| \| \| \| \| \| \| \| \| \| \| \| 15. Sophia xứ Sachsen-Weissenfels \| \| \| \| \| \| \| \| \| \| \| \| \| \| \| \| \| \| \| \| \| \| \| \| \| \| \| \| \| \| \| \| \| \| \| \| \| \| \| \| \| \| \| |                                                             |  |  |  |  |  |  |  |  |                     |  |  |  |
| |                                                             |  |  |  |  |  |  |  |  | 8. George I của Anh |  |  |  |
| |                                                             |  |  |  |  |  |  |  |  |                     |  |  |  |
| |                                                             |  |  |  |  |  |  |  |  |                     |  |  |  |
| |                                                             |  |  |  |  |  |  |  |  |                     |  |  |  |
| | 4. George II của Anh                                        |  |  |  |  |  |  |  |  |                     |  |  |  |
| |                                                             |  |  |  |  |  |  |  |  |                     |  |  |  |
| |                                                             |  |  |  |  |  |  |  |  |                     |  |  |  |
| |                                                             |  |  |  |  |  |  |  |  |                     |  |  |  |
| | 9. Sophia Dorothea xứ Brunswick-Celle                       |  |  |  |  |  |  |  |  |                     |  |  |  |
| |                                                             |  |  |  |  |  |  |  |  |                     |  |  |  |
| |                                                             |  |  |  |  |  |  |  |  |                     |  |  |  |
| |                                                             |  |  |  |  |  |  |  |  |                     |  |  |  |
| | 2. Frederick, Thân vương xứ Wales                           |  |  |  |  |  |  |  |  |                     |  |  |  |
| |                                                             |  |  |  |  |  |  |  |  |                     |  |  |  |
| |                                                             |  |  |  |  |  |  |  |  |                     |  |  |  |
| |                                                             |  |  |  |  |  |  |  |  |                     |  |  |  |
| | 10. Johann Friedrich, Phiên hầu tước xứ Brandenburg-Ansbach |  |  |  |  |  |  |  |  |                     |  |  |  |
| |                                                             |  |  |  |  |  |  |  |  |                     |  |  |  |
| |                                                             |  |  |  |  |  |  |  |  |                     |  |  |  |
| |                                                             |  |  |  |  |  |  |  |  |                     |  |  |  |
| | Caroline xứ Brandenburg-Ansbach                             |  |  |  |  |  |  |  |  |                     |  |  |  |
| |                                                             |  |  |  |  |  |  |  |  |                     |  |  |  |
| |                                                             |  |  |  |  |  |  |  |  |                     |  |  |  |
| |                                                             |  |  |  |  |  |  |  |  |                     |  |  |  |
| | 11. Eleonore Erdmuthe xứ Sachsen-Eisenach                   |  |  |  |  |  |  |  |  |                     |  |  |  |
| |                                                             |  |  |  |  |  |  |  |  |                     |  |  |  |
| |                                                             |  |  |  |  |  |  |  |  |                     |  |  |  |
| |                                                             |  |  |  |  |  |  |  |  |                     |  |  |  |
| | 1. Caroline Matilda của Đại Anh                             |  |  |  |  |  |  |  |  |                     |  |  |  |
| |                                                             |  |  |  |  |  |  |  |  |                     |  |  |  |
| |                                                             |  |  |  |  |  |  |  |  |                     |  |  |  |
| |                                                             |  |  |  |  |  |  |  |  |                     |  |  |  |
| | 12. Friedrich I, Công tước xứ Sachsen-Gotha-Altenburg       |  |  |  |  |  |  |  |  |                     |  |  |  |
| |                                                             |  |  |  |  |  |  |  |  |                     |  |  |  |
| |                                                             |  |  |  |  |  |  |  |  |                     |  |  |  |
| |                                                             |  |  |  |  |  |  |  |  |                     |  |  |  |
| | 6. Friedrich II, Công tước Sachsen-Gotha-Altenburg          |  |  |  |  |  |  |  |  |                     |  |  |  |
| |                                                             |  |  |  |  |  |  |  |  |                     |  |  |  |
| |                                                             |  |  |  |  |  |  |  |  |                     |  |  |  |
| |                                                             |  |  |  |  |  |  |  |  |                     |  |  |  |
| | 13. Magdalena Sibylle xứ Sachsen-Weissenfels                |  |  |  |  |  |  |  |  |                     |  |  |  |
| |                                                             |  |  |  |  |  |  |  |  |                     |  |  |  |
| |                                                             |  |  |  |  |  |  |  |  |                     |  |  |  |
| |                                                             |  |  |  |  |  |  |  |  |                     |  |  |  |
| | 3. Augusta xứ Sachsen-Gotha-Altenburg                       |  |  |  |  |  |  |  |  |                     |  |  |  |
| |                                                             |  |  |  |  |  |  |  |  |                     |  |  |  |
| |                                                             |  |  |  |  |  |  |  |  |                     |  |  |  |
| |                                                             |  |  |  |  |  |  |  |  |                     |  |  |  |
| | 14. Karl Wilhelm xứ Anhalt-Zerbst                           |  |  |  |  |  |  |  |  |                     |  |  |  |
| |                                                             |  |  |  |  |  |  |  |  |                     |  |  |  |
| |                                                             |  |  |  |  |  |  |  |  |                     |  |  |  |
| |                                                             |  |  |  |  |  |  |  |  |                     |  |  |  |
| | 7. Magdalena Augusta xứ Anhalt-Zerbst                       |  |  |  |  |  |  |  |  |                     |  |  |  |
| |                                                             |  |  |  |  |  |  |  |  |                     |  |  |  |
| |                                                             |  |  |  |  |  |  |  |  |                     |  |  |  |
| |                                                             |  |  |  |  |  |  |  |  |                     |  |  |  |
| | 15. Sophia xứ Sachsen-Weissenfels                           |  |  |  |  |  |  |  |  |                     |  |  |  |
| |                                                             |  |  |  |  |  |  |  |  |                     |  |  |  |
| |                                                             |  |  |  |  |  |  |  |  |                     |  |  |  |